# Ceratoperla
Ceratoperla is een geslacht van steenvliegen uit de familie Gripopterygidae. De wetenschappelijke naam van het geslacht is voor het eerst geldig gepubliceerd in 1963 door Illies.

## Soorten
Ceratoperla omvat de volgende soorten:
- Ceratoperla fazi (Navás, 1934)
- Ceratoperla schwabei Illies, 1963